# Neodiogmites mixtus
Neodiogmites mixtus là một loài ruồi trong họ Asilidae. Neodiogmites mixtus được Carrera miêu tả năm 1949.